# 코누마 아야네
코누마 아야네(일본어: 小沼 綺音, 2000년 3월 18일 ~ )는 일본의 여성 탤런트로 키보디스트. 테레비 도쿄의 프로그램 '청춘 고등학교 3학년 C학급(青春高校3年C組)'에 출연 중이다. 가볍게 音部의 '지구의 소리(地球の音)'의 멤버. 미스 iD는 '카로나루'명의로 활동하고있다. TWIN PLANET ENTERTAINMENT 소속. 도쿄도 출신.

## 약력
2018년 5월 21일부터 '청춘 고등학교 3학년 C학급'(아키모토 야스시와 TV 도쿄 의한 제작)에 입학 희망자 (1기생 8주)로 출연 해 합격했다. 5월 28일부터 클래스 메이트로 출연했다. 출석 번호 16이다. 6월 25일, 클럽 활동의 일환으로 가볍게 音部의 유닛 'Hey! school'에 키보드 연주자로 가입했다. (이후 '지구의 소리'로 개편했다.)
2019년 7월 29일 신 키바 STUDIO COAST에서 열린 걸스 축제 'TGC(도쿄 걸즈 컬렉션) teen 2019 Summer'에 출연 한. 8월 16일자신의 좌장 공연에서는 초만원이되어, 스튜디오 공연(도쿄에서) 사상 최대의 입석 손님 40명이나 나왔다. 11월 23일 '카로나루(カロナール)'명의로 코단샤 주최의 실수 iD2020의 TOKYO 블랙홀상을상 수상했다.
2020년 1월 22일 청춘 고등학교 3학년 C클래스 부의 여자 아이돌 부의 커플 링 곡으로 가볍게 音部가 CD 데뷔했다. 음반사 유니버설 뮤직 (일본), 라벨은 그산하의 EMI Records, 수록곡은 '사랑한다면Yeah!Yeah!Yeah!(好きならYeah!Yeah!Yeah!)'. 악곡은 오리콘 주간 싱글 랭킹에서 최고 7위를 기록했다.

## 출연

### 텔레비전
- 청춘 고등학교 3학년 C학급 (2018년 5월 21일 ~, TV 도쿄)

### 무대
- 청춘 고등학교 3학년 C학급 문화제 (2018년 8월 27일, 일도쿄 후지 대학)[6]
- 청춘 고등학교 3학년 C학급 겨울 라이브 (2018년 12월 26일, 나카노 선프라자)[15]
- 청춘 고등학교 3학년 C학급 극장 공연 (2019년 2월 28일 ~ 2019년 5월 26일, 신주쿠 ALTA KeyStudio)[16]
- 청춘 고등학교 3학년 C학급 봄 라이브 - 2019 졸업식 - (2019년 3월 29일, TV 도쿄 1스튜디오)
- 청춘 고등학교 3학년 C학급 스튜디오 공연 (2019년 5월 29일 ~, TV 도쿄 4스튜디오)[17]
- 청춘 고등학교 3학년 C학급 데뷔 킥오프 라이브 (2019년 8월 28일, 도요스 PIT)[7]
- 청춘 고등학교 3학년 C학급 공개 생방송 & 데뷔 싱글 발매 기념 이벤트 (2020년 1월 22일, 비너스 요새)[18]

### 패션쇼
- TGC teen 2019 Summer (2019년 7월 29일, 신키바 STUDIO COAST)[8]

### 라이브
지구의 소리
- ALL I NEED IS YOU (2019년 10월 11일, 고엔지 Club ROOTS!)[19]
- 지카마쓰에서 처음 뵙겠습니다 오오야리카코입니다! vol.5 (2019년 11월 27일, 시모키타자와 지카마쓰)[20]
- 메이저 데뷔 싱글 발매 기념 미니 라이브＆관광 명소 미팅 (2019년 12월 8일 ~ 2020년 1월 26일, 미나미칸토 행사장)[21]
- 라지오카셋쯔 의한 기획 '라디오를들을 시간' (2020년 1월 5일、기치조지 Warp)[22]

### 이벤트
카로나루
- 미스 iD의 준결승 결승전의 방 - 첫날밤 - (2019년 8월 26일, LOFT9 시부야)[23]
- 미스 iD2020 축제 －졸업식－(2019년 11월 23일, 고단샤)
- 미스 iD2020 후야제 (2019년 12월 10일, 도쿄 문화 문화)[24]
- 미스 iD 카페 (2020년 2월 16일, 오토노하 카페)[25]

## 디스코그래피

### 싱글
| 순서        | 타이틀          | 음악가                                                      | 발매일           | 최고순위    |
| EMI Records | EMI Records     | EMI Records                                                 | EMI Records      | EMI Records |
| ----------- | --------------- | ----------------------------------------------------------- | ---------------- | ----------- |
| 1           | 2020년 1월 22일 | 나는 당신을 아직 아무것도 모르는 君のことをまだ何も知らない | 여자 아이돌 클럽 | 7           |
| 1           | 2020년 1월 22일 | Never Ending Time                                           | 학생들           | 7           |
| 1           | 2020년 1월 22일 | 좋아이라면 Yeah!Yeah!Yeah! 好きならYeah!Yeah!Yeah!          | 지구의 소리      | 7           |

## 도서
- 주간 플레이 보이 (2019년 8월 26일호, 슈에이샤)[27]

## 수상 경력
카로나루
- 미스 iD2020 TOKYO 블랙홀상 (2019년 11월 23일, 코단샤)[10]